# Reutte (district)
Het district Reutte is een van de acht bestuursdistricten waarin de Oostenrijkse deelstaat Tirol is onderverdeeld.
Het grenst in het noorden aan het Duitse Beieren (Oberallgäu, Ostallgäu en Garmisch-Partenkirchen), in het zuiden aan de districten Landeck en Imst en in het westen aan de Oostenrijkse deelstaat Vorarlberg (districten Bregenz en Bludenz).

## Geografie
Het district omvat het Lechtal, het Tannheimertal en het zogenaamde Zwischentoren tussen Reutte en de Fernpas. Het district wordt vaak gelijkgesteld aan de regio Außerfern. In het district bevinden zich delen van de Lechtaler Alpen, het Wettersteingebergte, de Allgäuer Alpen en de Tannheimer Berge. In het gebied bevinden zich enkele grote meren, waarvan de Plansee, de Heiterwanger See, de Haldensee en de Vilsalpsee de bekendste zijn.

## Economie en infrastructuur
De economie in het district wordt grotendeels bepaald door een grote dienstverleningssector en de industriesector. De belangrijkste impuls voor de plaatselijke economie wordt gegeven door het toerisme, met name in de gebieden rondom de Zugspitze en rondom de Plansee, het Tannheimer Tal, het Lechtal en diens zijdalen. Reutte, Elbigenalp, Höfen en Vils zijn de belangrijkste industriecentra, met productiebedrijven in de metaalindustrie en de bouwwereld. Het district heeft een vrij gesloten arbeidsmarkt. Er is slechts weinig woon-werkverkeer naar andere regio's van Tirol.

## Gemeenten
De volgende gemeenten behoren tot het district Reutte:
- Bach
- Berwang
- Biberwier
- Bichlbach
- Breitenwang
- Ehenbichl
- Ehrwald
- Elbigenalp
- Elmen
- Forchach
- Grän
- Gramais
- Häselgehr
- Heiterwang
- Hinterhornbach
- Höfen
- Holzgau
- Jungholz
- Kaisers
- Lechaschau
- Lermoos
- Musau
- Namlos
- Nesselwängle
- Pfafflar
- Pflach
- Pinswang
- Reutte
- Schattwald
- Stanzach
- Steeg
- Tannheim
- Vils
- Vorderhornbach
- Wängle
- Weißenbach am Lech
- Zöblen